# Michael Goodfellow
Michael Goodfellow (Stirling, 8 oktober 1988) is een Schotse curler.

## Biografie
Hij won met het Schotse mannenteam zilveren medailles op het WK 2011 en WK 2012 en brons op het WK 2013. Hij maakte ook deel uit van het team Schotse curlers die Groot-Brittannië vertegenwoordigden op de Olympische Winterspelen 2014. Ze werden daar in de finale door Canada verslagen en gingen daarom met zilver naar huis.